# 黑弹树
黑弹树（学名：Celtis bungeana）又名小叶朴、黑弹朴，是榆科朴属的植物。分布在朝鲜以及中国大陆的陕西、安徽、湖北、西藏、甘肃、青海、江西、山西、云南、河北、宁夏、辽宁、浙江、湖南、内蒙古、江苏、山东、河南、四川等地，生长于海拔150米至2,300米的地区，见于灌丛、山坡、路旁以及林边，目前尚未由人工引种栽培。

## 异名
- Celtis amphibola Schneid.
- Celtis bungeana Bl. var. lanceolata E. W. Ma

## 文化意义
在暖温带地区的寺庙中常种植黑弹树，作为菩提树的替代树种，以表达佛教的觉悟之意。